# Sigfrid Fridman
Sigfrid Fridman, född 15 februari 1889 i Norra Råda församling, Värmlands län, död 4 februari 1969 i Hagfors församling, Värmlands län, var en svensk folkmusiker.

## Biografi
Sigfrid Fridman föddes 1889 i Norra Råda socken. Han lärde sig spela av spelmannen Carl Johan Björklund i Hagfors. Han kom att arbeta som bruksarbetare. Han avled 1969 i Hagfors socken.

## Upptecknade låtar
Upptecknade 1920 låtar av Dan Danielsson efter Fridman.
- Polska i C-dur, efter Jan Carlsson i Björkåsberg.[3]
- Polska i A-moll, efter Jan Carlsson i Björkåsberg.[3]
- Vals "Långvalsen" i G-dur, efter Jan Carlsson i Björkåsberg.[3]
- Polska i G-dur, efter Jan Carlsson i Björkåsberg.[3]
- Polska i C-dur, efter Jan Carlsson i Björkåsberg.[3]
- Polska i C-dur, efter Jan Carlsson i Björkåsberg.[3]
- Vals i A-dur, efter Jan Carlsson i Björkåsberg.[3]
- Polska i D-dur, efter Jan Carlsson i Björkåsberg.[3]
- Polska i G-dur, efter Jan Carlsson i Björkåsberg.[3]